# شأن نزول
شأن نزول یا اسباب النزول به علل و وقایع پیرامون نزول آیات قرآن اشاره دارد. در تفسیر قرآن، شأن نزول را می‌توان از طریق مطالعه محتوای آنها و مطالعه تاریخ صدر اسلام دریافت. در بعضی موارد، پرسش یا مسئله پیش از داده شدن پاسخ مطرح می‌شود، مثلاً گفته می‌شود: «از تو دربارهٔ ذوالقرنین می‌پرسند» و سپس پاسخ داده می‌شود. برخی دیگر از موارد نیاز به مطالعات تاریخی و جانبی دامنه‌داری دارد. در بسیاری از موارد هم میان مسلمانان (به‌ویژه از مذهب‌های مختلف) اختلاف نظر هست.

## تعریف شأن نزول
شان نزول، دانستن موجبات نزول آیات قرآنی است. به تعبیر ساده‌تر همانگونه که می‌دانیم قرآن بر اساس مرحله نزول تدریجی؛ به صورت تدریجی و در مناسبت‌های گوناگون نازل گردیده‌است، بر این مبنا که اگر حادثه‌ای پیش می‌آمد یا مسلمانان دچار مشکلی می‌شدند یک یا چند آیه و احیاناً یک سوره برای رفع مشکل نازل می‌گردیده، البته گاهی به شان‌نزول، اسباب‌النزول نیز گفته می‌شود که اینها فرق چندانی با هم از لحاظ تعبیر ندارند، بلکه گاهی شان‌نزول را اعم از سبب‌نزول می‌دانند یعنی سبب اخص است شان اعم.

## پیشینه سنت
آنگونه که برخی تاریخ‌نگاران، از جمله جبرئیل سعید رِینُلذز نشان می‌دهند، نخستین تلاش برای شماره‌گذاری سوره‌های قرآن، ناشی از نیازِ حقوقیِ دولت اسلامی برای استفاده از متن قرآن بوده که بر اساس آن باید هر سوره یک جای مشخص داشته باشد. نخستین تلاش‌ها منجر به شکل‌گیری تفسیرهای متاخر برای فهم متنِ موجود بر اساس مراحل زندگی محمد بوده‌ است؛ در واقع از نظر این مفسران، زندگی محمد باید محورِ فهمِ متنِ موجود باشد. کمی بعدتر، یکی از نخستین تلاش‌ها برای فهمِ متنِ قرآن بر اساس ایجادِ روایتِ «شانِ نزول» در رساله‌ای منسوب به مقاتل بن سلیمان (درگذشته ۷۶۷ ق) پیدا می‌شود. این رویکردِ تفسیرِ قرآن مبتنی بر اسبابِ نزول، در تفسیر ابن کثیر (درگذشته ۷۷۴ ق) نقش مهم‌تری می‌گیرد. این تلاش برای نظم‌مند کردن متنِ قرآن بر اساسِ تاریخی‌سازیِ مبتنی بر زندگی محمد به موضوعِ بحث در میان مفسران تبدیل می‌شود و تفاسیر مختلفی، گاهی بسیار متفاوت، انتشار پیدا می‌کند و سوره‌ها به سرعت به مکی و مدنی تقسیم شدند، بدون آنکه در برخی از موارد توضیح داده شود که دقیقاً تمایز بین آنها معرفی شود. از نظر گیوم دی نیز، مفسران، برای قابل فهم کردنِ مجموعه متونی که وجود داشته، سعی کرده‌اند متون گردآوری شده را بر اساس زندگی محمد و مراحل آن درک کنند. آنچه که امروزه به عنوان فهرست تاریخی رسمی در میان مسلمانان مورد قبول واقع شده‌است، فهرستی منسوب به جعفر صادق و بسیار نزدیک به فهرستِ ابن‌عباس که انتشارات مصر در سال ۱۹۲۴ به شکل گسترده‌ای آنرا منتشر کرد. قرآن پژوهی همچون گیوم دی تأکید می‌کند که «قرآن متنی ترکیبی و مرکب است که باید مطابق یک تمایز زمانی وسیع‌تر از گاه‌نگاری بین سوره‌های مکی و مدنی فهمیده شود.»

## سبب نزول
بیش‌تر مفسران فرقی میان سبب یا شأن قائل نشده‌اند و هر مناسبتی را که ایجاب کرده‌است آیه یا آیه‌هایی نازل شود، گاه سبب نزول و گاه شأن نزول گفته‌اند. در صورتی که میان این دو عبارت فرق است، از این جهت که شأن نزول اعم از سبب نزول است.
کلا سه عامل سبب نزول بوده‌است.
1. سؤال پیامبر: مانند اینکه محمد از خداوند مسئله اصحاب کهف را می‌پرسد و سورهٔ کهف نازل می‌شود.
2. لزوم حکم از جانب خداوند: مانند صدور دستور روزه برای مسلمانان پس از هجرت آنان از مکه به مدینه:

«يا أَيُّهَا الَّذِينَ آمَنُوا كُتِبَ عَلَيْكُمُ الصِّيامُ كَما كُتِبَ عَلَى الَّذِينَ مِنْ قَبْلِكُمْ لَعَلَّكُمْ تَتَّقُونَ‌» (سوره بقره آیه ۱۸۳)
۳. وقوع حادثه: مانند نزول سوره مسد از سوی خداوند که از حادثه توطئه ابولهب و همسرش علیه محمد خبر داد.
به‌طور کلی تعداد ۱۵۰ نفر سبب نزول آیات و سوره‌ها بودند که شرح آن در اسباب نزول آمده‌است.